# Специфікація вимог до програмного забезпечення
Специфікація вимог до програмного забезпечення (англ. Software Requirements Specification (SRS)) - специфікація вимог для програмної системи - це повний опис поведінки системи, що розробляється. Вона включає множину прецедентів, що описують всі взаємодії, які користувачі мають з програмним забезпеченням. Прецеденти також відомі як функціональні вимоги. На додачу до прецедентів SRS також включає нефункціональні (чи додаткові) вимоги. Нефункціональні вимоги є вимогами, які накладають обмеження на проєкт, чи реалізацію (такі як вимоги інженерії продуктивності, стандарти якості, чи обмеження проєктування).

## Загальний план специфікації вимог до ПЗ
Обкладинка
Сторінка змін
Зміст
1. ВСТУП
  1. Огляд продукту
  2. Мета
  3. Межі
  4. Посилання
  5. Означення та абревіатури
2. ЗАГАЛЬНИЙ ОПИС
  1. Перспективи продукту
  2. Функції продукту
  3. Характеристики користувачів
  4. Загальні обмеження
  5. Припущення й залежності
3. КОНКРЕТНІ ВИМОГИ
  1. Вимоги до зовнішніх інтерфейсів
    1. Інтерфейс користувача
    2. Апаратний інтерфейс
    3. Програмний інтерфейс
    4. Комунікаційний протокол
    5. Обмеження пам'яті
    6. Операції
    7. Функції продукту
    8. Припущення й залежності

  2. Властивості програмного продукту
  3. Атрибути програмного продукту
    1. Надійність
    2. Доступність
    3. Безпека
    4. Супроводжуваність
    5. Переносимість
    6. Продуктивність

  4. Вимоги бази даних
  5. Інші вимоги
4. ДОДАТКОВІ МАТЕРІАЛИ